# Diaporthe viticola
Diaporthe viticola är en svampart som beskrevs av Nitschke 1870. Diaporthe viticola ingår i släktet Diaporthe och familjen Diaporthaceae.   Inga underarter finns listade i Catalogue of Life.